# La vittima (romanzo)
La vittima è il secondo romanzo del Premio Nobel per la letteratura Saul Bellow, uscito nel 1947. Dal romanzo l'autore trasse una versione teatrale nel 1952.

## Trama
La moglie di Asa Leventhal ha lasciato la città per un paio di settimane per assistere sua madre anziana a Baltimora e lui deve svolgere i molti compiti che normalmente vengono fatti dalla moglie. Riceve una telefonata dalla cognata che gli dice che suo nipote è molto malato e ha bisogno del suo aiuto. Durante la conversazione apprende che Max, suo fratello, è un marito e padre negligente che ha abbandonato la moglie e i due figli per lavorare in Texas. Asa va quindi a casa della cognata, riflettendo sul comportamento del fratello. Ma queste riflessioni diventano presto un'autoaccusa e un modo per interrogarsi sulle proprie relazioni e responsabilità.
Una sera mentre Asa cammina nel parco, viene avvicinato bruscamente da un uomo il cui volto non è in grado di riconoscere immediatamente. Lo sconosciuto poi si rivela essere una sua vecchia conoscenza di nome Kirby Allbee che lo ritiene responsabile per la propria perdita del lavoro nel passato, in seguito a un suo intervento polemico con il capo. Ora è diventato un alcolista e comincia a incontrare Asa diverse volte, raccontandogli di come si sia separato dalla moglie e sia poi scivolato nella povertà e nella mancanza di stima verso se stesso, anche per la morte per incidente di lei. Questo aumenta il fardello del protagonista che continua a rimuginare sulla propria vita. Si scopre inoltre che la madre di Asa è stata ricoverata in ospedale psichiatrico.
Mentre si svolge la serie di incontri con Kirby, Asa intercede con la cognata affinché porti il figlio, suo e del fratello Max, da un medico, ma è troppo tardi e il ragazzo comunque muore. La morte del nipote e il conflitto con Kirby sono causa di un periodo di auto-esame e crescita del protagonista. Nel capitolo finale riallaccia i rapporti con il fratello e il lettore viene a sapere che Asa è stato promosso, che, nonostante i capelli grigi, sembra più giovane e che sta per diventare padre. Mentre sta per entrare a teatro con la moglie incinta incontra ancora Kirby che ora esce con una ricca attrice di Hollywood e ha cambiato vita. Kirby sembra ora quasi scusarsi con lui, ma l'incomprensione non è finita. Tuttavia Asa, nel corso del romanzo, ha imparato a lottare con l'ansia e la rabbia e ha capito che la solitudine dovrebbe lasciare il posto all'amicizia e all'amore.

## Edizioni italiane
- La vittima, traduzione di Maria Luisa Spaziani, Collana I Narratori n.91, Milano, Feltrinelli, agosto 1966. - Collana UEF n.843, Feltrinelli, 1978, ISBN 978-88-046-1743-3.
- La vittima, in "Romanzi", vol. I, traduzione di Vincenzo Mantovani, a cura di Guido Fink, Collana I Meridiani, Milano, Mondadori, 2007, ISBN 978-88-04-56242-9.
- La vittima, traduzione di Vincenzo Mantovani, Introduzione di Alessandra Calanchi, Collana Oscar Scrittori Moderni n.2027, Milano, Mondadori, 2012, ISBN 978-88-04-61743-3.